# Фламандці
Флама́ндці (нід. Vlamingen) — германський народ, основне населення Фландрії (Північна Бельгія), також компактно мешкають на півдні Нідерландів та на півночі Франції. Населення — близько 7,3 млн осіб. Розмовляють нідерландською мовою. Одна з двох основних етнічних груп Бельгії, поряд з валлонами. Основна релігія — католицизм (з IV століття). Нащадки салічних франків, саксів та фризів. Культурно близькі до голландців. Формування фламандців як етносу відбувалося в XV—XVI ст.

## Історія

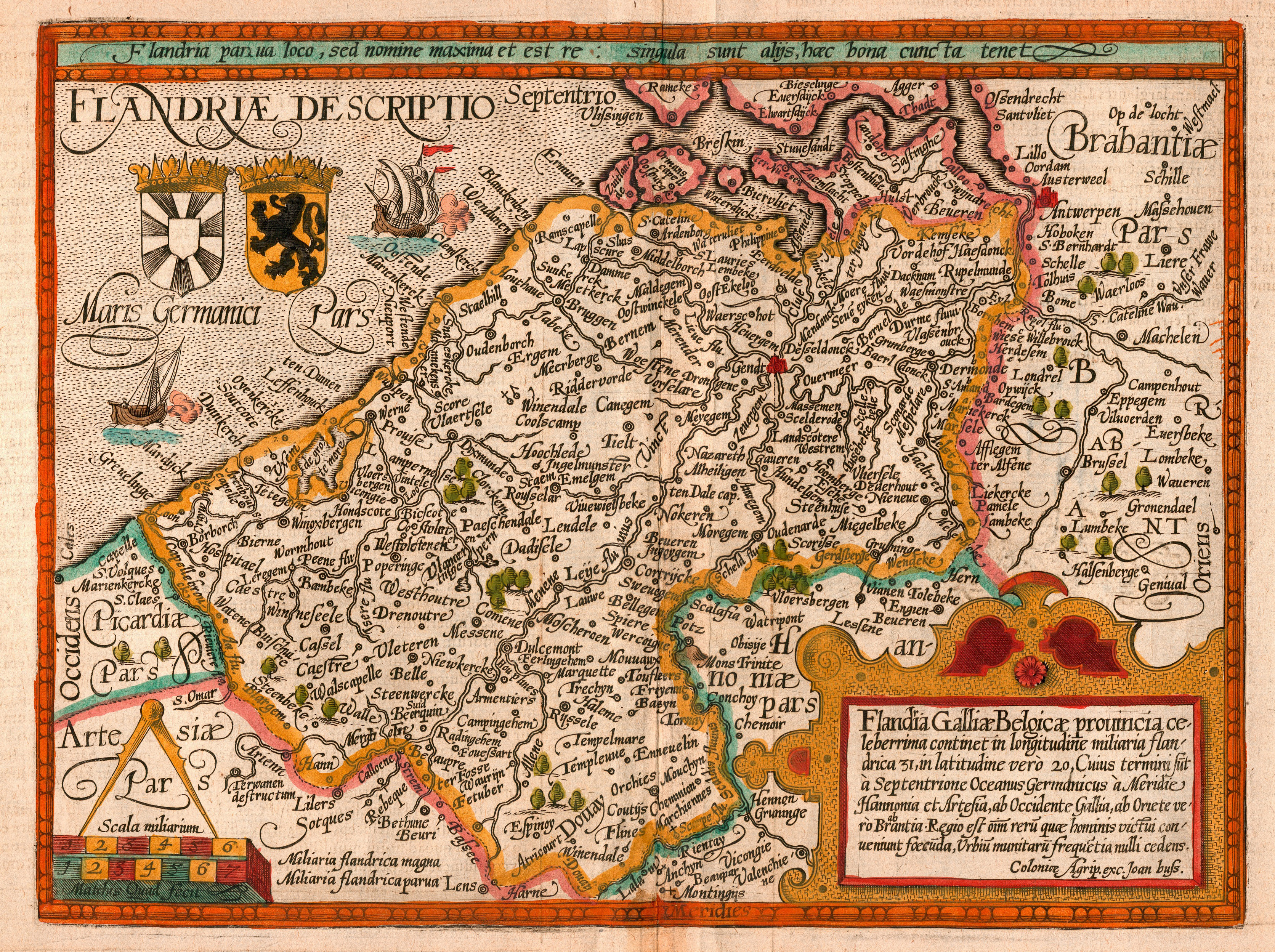
Мапа Фландрії 1609 року

На початку XIV століття Фландрія була окупована Францією, а 1384 року стала частиною володінь герцогів Бургундських, 1477 року ввійшла до складу володінь Габсбургів, з 1556 до 1700 року перебували під пануванням іспанців, з 1714 року — під владою австрійців, 1794 року включена до складу Франції. За рішенням Віденського конгресу 1814—1815 років Фландрія ввійшла до складу Нідерландського королівства.
Після Бельгійської революції 1830 року більшість фламандців разом із валлонами створили незалежну державу Бельгія, частина фламандців залишилася в складі Нідерландів. У новоствореній державі франкомовні валлони політично й господарчо переважали в країні, оскільки Валлонія була більш економічно розвиненою, добробут базувався на металургії та вуглевидобутку. Тому французька мова була єдиною державною мовою, охоплювала основні сфери життя: освіту, правосуддя, армію. Преса та література видавалися французькою, вона ж була мовою вищих верств суспільства. При цьому чисельність валлонського населення була значно менша за фламандське, а фламандською мовою розмовляла більшість населення Бельгії. Фламандську не тільки витіснили з усіх сфер вжитку, але й забороняли. Франкомовна еліта контролювала прийняття рішень без урахування інтересів фламандців та чинила опір розширенню прав фламандців. Так, до 1883 року в Бельгії не було середніх шкіл, де б викладали фламандську.
1847 року фламандці створили рух, метою якого було домогтися рівності фламандської та французької мов. Перших успіхів досягнули 1898 року, коли був затверджений закон про принцип «двомовності». Наприкінці 1960-тих металургія та вуглевидобуток почали занепадати у Валлонії, а Фландрія почала розвивати легку та електронну промисловості й стала економічно розвинутішою за інші регіони Бельгії. Фландрія перетворилася на безумовного економічного лідера країни. З другої половини XX століття, в умовах бурхливого економічного розвитку Фландрії, загострилися протиріччя між фламандцями та валлонами через національні та мовні проблеми.
Закони про мову 1963 року в Бельгії остаточно визначили межу між землями з тільки нідерландською офіційною мовою (Фландрія), тільки французькою офіційною мовою (Валлонія) та офіційно двомовним Брюсселем. Значна частина брюссельців фламандського походження тепер уживають французьку мову як основну.
1971 року фламандці домоглися прийняття закону, яким було зрівняно права нідерландської мови та французької мов, а 1989 року прийнято закон про федеративний устрій Бельгії з федеральним парламентом, трьома регіональними парламентами (у Фландрії, Валлонії,Брюссельському столичному окрузі) та трьома парламентами громад за мовною ознакою: нідерландська, французька та німецька.

## Мова
Фламандці розмовляють декількома діалектами нідерландської мови. У школах вивчається літературна нідерландська мова, яка має статус державної в Бельгії.

## Видатні представники
- Бартоломеус Шпрангер — живописець.
- Пітер Пауль Рубенс — живописець.
- Антон ван Дейк — живописець.
- Якоб Йорданс — художник.
- Франс Снейдерс — живописець.
- Давід Тенірс-молодший — художник.
- Пітер Брейгель-старший — живописець.